# 1978 en informatique
1977 en informatique - 1978 - 1979 en informatique
Cet article traite de l'année 1978 dans le domaine de l'informatique.

## Événements
- Création[1] de Transpac, réseau français X.25
- La disquette 5 pouces 1/4 est un standard[2]
- Intel commercialise le 8086
- 16 février : Le premier système bulletin board system (BBS) est créé à Chicago par Ward Christensen et Randy Suess.
- Les universités de Caroline du Nord mettent au point Usenet pour échanger des informations sur tous les sujets.

## Normes
- Le CCITT définit le modèle standard de transmission de terminal à terminal, ou modèle OSI (Open Systems Interconnect) en 7 couches